# Megistopus flavicornis
Megistopus flavicornis is een insect uit de familie van de mierenleeuwen (Myrmeleontidae), die tot de orde netvleugeligen (Neuroptera) behoort. 
Megistopus flavicornis is voor het eerst wetenschappelijk beschreven door Rossi in 1790.